# Dia de la guerra de les galàxies
Dia de Star Wars o Dia de la guerra de les galàxies és una festa no oficial del mes de maig creada pels fans de la saga per honorar la franquícia de La guerra de les galàxies creada per George Lucas. El dia de la celebració es va estendre ràpidament a través d'Internet, les xarxes socials i grassroots. El 4 de maig va ser el dia que els fans de Star Wars van escollir per honorar tots el relatiu a la subcultura de la guerra de les galàxies. Van escollir aquest dia perquè al pronunciar en anglès "May the 4th" era molt similar a la mítica frase de la saga "May the Force be with you" ("Que la força t'acompanyi"); els fans diuen a vegades "May the fourth be with you".
Per altra banda, l'ajuntament de Los Angeles va declarar el 25 de maig de 2007, Dia de Star Wars, en honor del 30è aniversari de la data d'estrena de la primera pel·lícula de la saga Star Wars episodi IV: Una nova esperança. Una iniciativa independent però relacionada que també se celebra el 25 de maig és el Dia de l'Orgull Friqui; va ser escollit pels vincles amb La guerra de les galaxies i el llibre Guia galàctica per a autoestopistes de Douglas Adams (coincideix també amb el dia Dia de la tovallola).
L'endemà, 5 de maig, els fans l'anomenen satíricament el dia "Revenge of the Fifth" (literalment, la venjança del cinquè), fent referència al nom anglès de la pel·lícula Revenge of the Sith (La venjança dels Sith). Aquest dia els fans deixen lliure el seu costat fosc de La Força per celebrar els Senyors Sith i tots els dolents de la sèrie Star Wars.
El 2011, es va organitzar la primera celebració d'aquest dia i va tenir lloc a Toronto (Ontario) a la Toronto Underground Cinema. Des del 2013, Disney Parks celebra aquest dia amb diversos esdeveniments i celebracions relacionades amb la saga.